# ゴウシュウシビレエイ
ゴウシュウシビレエイ (Hypnos monopterygius) は、オーストラリア固有のエイの一種である。沿岸に生息し、全長40cmになる。胸鰭は大きく、尾が非常に短いため、体型は洋梨形である。背面は褐色、眼は小さく、口は大きく広がる。
夜行性で砂泥底に生息する。200ボルトに達する強力な電気ショックを発生することができる。貪欲な捕食者で、主に底生魚を食べる。自分と同じ大きさの獲物を捕食することもある。無胎盤性胎生で、産仔数4–8。経済的価値はない。IUCNは軽度懸念と評価している。

## 分類
1795年、The Naturalist's Miscellany において、英国の動物・植物学者ジョージ・ショーによって記載された。これにはFrederick Polydore Nodderによる漂着個体の挿絵が付けられていた。Shaw は本種をアンコウの一種と考え、「単鰭のアンコウ」を意味する Lophius monopterygius という学名を与えた。これとは別に、1852年の Revue et Magasin de Zoologie において、フランスの動物学者オーギュスト・デュメリルはニューサウスウェールズ州より得られた2標本を基に記載を行った。彼は本種が獲物を麻痺させることに因み、ギリシャ神話のヒュプノスに由来する Hypnos subnigrum という学名を与えた。その後
、Gilbert Percy WhitleyはNodderの挿絵とデュメリルの記載した種が同種であることに気付き、学名は Hypnos monopterygius とされた。1902年Edgar Ravenswood Waiteは、シロオビトガリバタテハ属の学名が Hypnaであることから、Hypnos という学名を無効として Hypnarce という名を提唱した。だが国際動物命名規約によるとこの変更は不要であり、現在Hypnarceはジュニアシノニムとされている。
英名 "coffin ray" は、死後に膨張した漂着個体が棺のような形になることから名付けられた。crampfish, electric ray, numbfish, numbie, short-tail electric ray, torpedoなどと呼ばれることもある。形態系統解析によると、本種はヤマトシビレエイ属に近縁である。このため、ヤマトシビレエイ属とともにヤマトシビレエイ科に含められ、単型亜科の Hypninae に分類されているが、これを科に昇格させ Hypnidae を立てる場合もある。

## 分布
オーストラリア熱帯-温帯域の広範囲に分布するが、東西に隔離分布している。西の分布域は南オーストラリア州のセントビンセント湾からブルーム (西オーストラリア州)、東はイーデン (ニューサウスウェールズ州)からヘロン島 (クイーンズランド州)まで。ビクトリア州・タスマニアには分布しない。沿岸性の底生魚で、通常は水深80メートル以浅に生息するが、水深240メートルからも記録がある。砂浜・河口・湾などの砂泥底を好むが、藻場や岩礁、サンゴ礁でも見られる。

## 形態

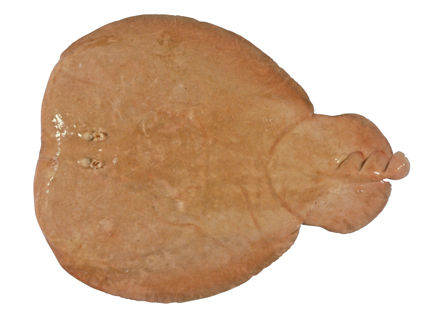
大きな胸鰭と短い尾が特徴。

体型は洋梨形で、他のどのエイとも異なる。体は柔らかく、腎臓形をした大きな発電器官が頭部の左右にある。胸鰭は幅と長さがほぼ等しく、中央は分厚い。前縁はほぼ直線で、緩く凹んでいる。眼は小さく、短い柄がある。その後方には、眼より少し大きい噴水孔があり、この周囲に皮弁がある場合もある。鼻孔は口の前方で、溝で口と繋がる。鼻褶は口を覆う。口はかなり大きく、よく広がるが突き出すことはできない。成体では各顎に60以上の歯列が並び、歯には3個の長い尖頭がある。鰓裂は5対。
腹鰭は比較的大きく、前方は胸鰭と融合する。背鰭は2基で丸く、尾鰭の近くに位置する。尾鰭は背鰭とほぼ同じ大きさで上下対称、縁は丸い。尾は非常に短く、腹鰭の縁とほぼ同じ長さである。皮膚には皮歯がなく、皺が寄った部分もある。背面は褐色だが、赤・ピンク・黄・灰色などを帯びることもあり、不規則な明暗の模様がある場合もある。腹面や噴水孔の皮弁は青白い。最大で70 - 92センチメートルになると思われるが、通常は40センチメートル程度である。

## 生態

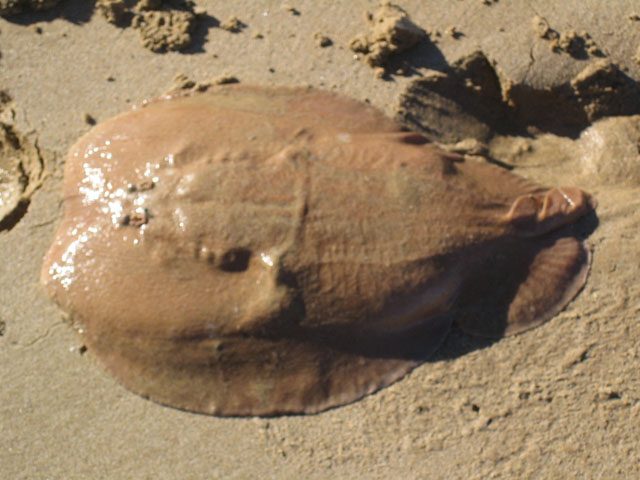
よく打ち揚げられる。

泳ぎは遅く、ぎこちない。夜行性で、日中は噴水孔を出して砂に埋もれている。刺激すると、おそらく防御反応として、砂から飛び出し口を開けて泳ぎ回る。潮汐によって打ち揚げられることもよくあるが、それでも数時間は生存する。他のシビレエイのように、筋組織由来の発電器官を持つ。最大200ボルト程度の発電能力があり、電圧を弱めながら10秒間に50回のパルスを発することができる。これは捕食・防御双方の目的で用いられる。
餌は主に底生の硬骨魚だが、イカや甲殻類・多毛類も食べる。胃からペンギンやネズミが発見された例もある。待ち伏せ型の捕食者で、近づいた獲物を頭から丸呑みする。かなり巨大な獲物を捕食することもあり、60cmの個体が70cmのコチを飲み込み、尻尾が口から突き出ていた例もある。大き過ぎる餌を飲み込もうとして死んだ個体も確認されている。無胎盤性胎生で、卵黄を使い切った胎児は子宮からの分泌物 ("子宮乳") で成長する。産仔数4–8で、夏に8-11 cmの仔魚を産む。雌雄共に40-48cmで性成熟する。寄生虫として、条虫の Acanthobothrium angelae・Lacistorhynchus dollfusi、線虫のEchinocephalus overstreetiなどが確認されている。

## 人との関連
近づいても砂から出ないので、気付かずに接触して電気ショックを受けることがある。命にかかわるほどではないがかなり強力で、ホースで海水をかけるだけでもショックを受ける場合がある。経済的価値はない。1883年、Edward Pierson Ramsayは本種を、「ポート・ジャクソン湾に生息するエイの中で、唯一食べられないもの」と評している。底引き網で混獲されるが、丈夫であるため生きたまま海に戻される。ロブスタートラップやスピアフィッシングでも捕獲される。分布域が広く、生息数も多いため、IUCNは本種を軽度懸念と評価している。水族館でも飼育されるが、生き餌が必要である。